# Harry Holcombe
Harry Holcombe est un acteur américain né le 11 novembre 1906 à Malta, Ohio (États-Unis), décédé le 15 septembre 1987 à Valencia (États-Unis).

## Filmographie
- 1943 : The Purple V : Nazi Pilot
- 1953 : The Wonderful John Acton (série télévisée) : John Acton
- 1954 : The Road of Life (série télévisée) : Malcolm Overton
- 1956 : Sunday Spectacular: The Bachelor (TV) : Wainwright
- 1951 : C'est déjà demain ("Search for Tomorrow") (série télévisée) : Frank Gardner #1 (1957)
- 1961 : Portrait of a Mobster : Capt. Bayridge
- 1961 : Le Temps du châtiment (The Young Savages) : Doctor
- 1961 : Par l'amour possédé (By Love Possessed) : Pastor
- 1962 : The Couch : District Attorney
- 1962 : Le Shérif de ces dames (Follow That Dream) : Governor
- 1962 : Le Prisonnier d'Alcatraz (Birdman of Alcatraz) : Editor
- 1962 : Les Internes (The Interns) : Dr. Hempner, Hospital Administrator
- 1962 : Kingu Kongu tai Gojira : Dr. Arnold Johnson (U.S. version only)
- 1962 : Un crime dans la tête (The Manchurian Candidate) : General
- 1963 : Summer Magic : Henry Lord
- 1964 : Les Pas du tigre (A Tiger Walks) de Norman Tokar : Zoo Director
- 1964 : The Unsinkable Molly Brown : Mr. Wadlington
- 1964 : Un mari à tout faire (Kisses for My President) de Curtis Bernhardt  : Vice President Bill Richards
- 1964 : Les Cheyennes (Cheyenne Autumn) : Sénateur
- 1965 : Harlow : Minister
- 1965 : The Monkey's Uncle : Regent
- 1966 : Matt Helm, agent très spécial (The Silencers) : Agent 'X'
- 1966 : La Grande combine (The Fortune Cookie) : O'Brien
- 1967 : Le Lauréat (The Graduate) de Mike Nichols : The Minister
- 1968 : Les tiens, les miens, le nôtre (Yours, Mine and Ours) : Juge
- 1969 : Gaily, Gaily de Norman Jewison : Stranger on train
- 1969 : La Boîte à chat (Daddy's Gone A-Hunting) de Mark Robson : Inspecteur Dixon
- 1970 : Getting Straight : Dean Chesney
- 1970 : Le Maître des îles (The Hawaiians) : Fredericks
- 1970 : Barefoot in the Park (série télévisée) : Mr. Kendricks
- 1971 : The Resurrection of Zachary Wheeler : Wilson
- 1974 : Foxy Brown : Judge Fenton
- 1975 : L'Homme le plus fort du monde (The Strongest Man in the World) de Vincent McEveety : Regent
- 1975 : La Montagne ensorcelée (Escape to Witch Mountain) : Capt. Malone
- 1975 : Le Tueur démoniaque (Psychic Killer) : Juge
- 1976 : Eleanor and Franklin (TV) : Steve Early
- 1976 : Le Bus en folie (The Big Bus) : Priest
- 1976 : En route pour la gloire (Bound for Glory) : Ministre
- 1977 : Fun with Dick and Jane : Pharmacist
- 1977 : Billy Jack Goes to Washington
- 1977 : De l'autre côté de minuit (The Other Side of Midnight) de Charles Jarrott : Homme au restaurant
- 1977 : L'Empire des fourmis géantes (Empire of the Ants) : Harry Thompson
- 1978 : Matilda : Mr. Hardy